# Молоствов, Владимир Порфирьевич
Владимир Порфирьевич Молоствов (7 [18] июня 1794, Казань — 12 [24] марта 1863, Карлсруэ) — наказной атаман Оренбургского казачьего войска, генерал-лейтенант, сенатор.

## Биография
Из богатого казанского семейства Молоствовых. Сын Порфирия Львовича Молоствова (1760—1808) от его брака с Екатериной Андреевной Нечаевой (ум. 1850). Родился в Казани 7 (18) июня 1794 года и был крещён в Воскресенской церкви при восприемстве князя Василия Борисовича Болховского. Владелец имения Долгая Поляна на территории современного Татарстана. В военную службу вступил в 1810 году в армейскую кавалерию.
В 1812 году участвовал в отражении нашествия Наполеона в Россию, за отличие был награждён орденом св. Анны 4-й степени. Затем находился в Заграничном походе 1813—1814 годов и получил ордена св. Анны 2-й степени и прусский «Pour le Mérite», 18 марта 1814 года, будучи в чине штабс-капитана, удостоен золотой шпаги с надписью «За храбрость» (по другим данным эту награду получил в 1828 году).
В 1828—1829 годах Молоствов сражался с турками, был награждён орденом св. Владимира 3-й степени. Затем он находился в Польше, где неоднократно был в делах с повстанцами, награждён польским знаком отличия за военное достоинство (Virtuti Militari) 3-й степени. 18 октября 1831 года произведён в генерал-майоры (по другим данным в этот чин произведён 25 июня 1838 года).
В 1839 году Молоствов был назначен командующим Оренбургским казачьим войском (с 1840 года — наказной атаман). На этой должности он зимой 1839—1840 года принял участие в походе в Хиву, командовал 4-й колонной русских войск. За эту кампанию он 16 октября 1840 года был награждён орденом св. Станислава 1-й степени. 12 января 1846 года награждён орденом св. Георгия 4-й степени (№ 7387 по кавалерскому списку Григоровича — Степанова).
В. П. Молоствов был назначен 22 мая 1847 года попечителем Казанского учебного округа, сменив в этой должности Н. И. Лобачевского. Уволен 12 мая 1857 года.
8 апреля 1851 года Молоствов был произведён в генерал-лейтенанты и 6 декабря того же года награждён орденом св. Анны 1-й степени (императорская корона к этому ордену пожалована 26 августа 1856 года).
Молоствов имел широкие интересы, состоял членом Общества любителей отечественной словесности, Географического общества и почётным членом Казанского университета. Переписывался с поэтом В. А. Жуковским.
27 января 1858 года Молоствов был назначен сенатором и до 16 июля 1860 года присутствовал в Межевом департаменте, после чего получил отпуск и уехал жить в Казань.
Скончался от нервного удара в Карлсруэ 12 (24) марта 1863года; был похоронен на местном лютеранском кладбище.

## Награды
- Орден Святой Анны 4-й ст. (1812),
- Орден Святой Анны 2-й ст. (1814),
- Pour le Mérite (1814),
- Золотое оружие «За храбрость» (1814),
- Орден Святого Владимира 4-й ст. (1828),
- Virtuti Militari 3-й ст. (1831),
- Орден Святого Станислава 1-й ст. (1840),
- Орден Святого Георгия 4-й ст. за 25 лет выслуги (1846),
- Орден Святой Анны 1-й ст. (1851).

## Семья
Жена (с 17 июня 1822 года) —  Евдокия Васильевна Повалишина (1803–1873), дочь отставного поручика Василия Афанасьевича Повалишина. Венчание было в Петербурге в Придворном соборе Зимнего дворца, поручителями по жениху были В. А. Жуковский и Н. П. Новосильцев, по невесте — В. Ф. Адлерберг. После свадьбы уехала с мужем в Карлсруэ, где прожила пятнадцать лет. Дети её носили отпечаток немецкого образования и представляли собой типы культурных людей. Имела 14 детей, среди которых:
- Герман (1827—1894), генерал от артиллерии, отец литературоведа Н. Г. Молоствова.
- Аркадий (1831—1887), действительный статский советник, калужский вице-губернатор.
- Владимир (1835—1877), полковник, военный агент в Вене; муж светлейшей княжны Любови Александровны Суворовой, наследницы суворовского майоратного имения Кончанское.

Лев Толстой в молодые годы был влюблен в племянницу Владимира Профирьевича — Зинаиду Модестовну Молоствову (1828—1897) и мечтал, что она станет его женой.